# Gare de Metz-Sablon
Gare de Metz-Sablon vasútállomás Franciaországban, Metz település Le Sablon negyedében.

## Vasútvonalak
Az állomást az alábbi vasútvonalak érintik:
- Ceinture de Metz

## Kapcsolódó állomások
A vasútállomáshoz az alábbi állomások vannak a legközelebb: